# Оброчное (Атюрьевский район)
Оброчное — село в Атюрьевском районе Республики Мордовия. Входит в состав Курташкинского сельского поселения.

## История
В «Списке населённых мест Пензенской губернии за 1869» Оброчное владельческое село из 172 дворов входящее в состав Краснослободского уезда.

## Население
| 2002 | 2010 |
| ---- | ---- |
| 169  | ↗185 |

Национальный состав
Согласно результатам Всероссийской переписи населения 2002 года, в национальной структуре населения русские составляли 40 %, мордва — 58 %.